# Francis D. Lyon
Francis D. Lyon (Bowbells, 29 luglio 1905 – Green Valley, 8 ottobre 1996) è stato un regista e montatore statunitense.
Ha vinto l'Oscar al miglior montaggio nel 1948, in condivisione con Robert Parrish, per il film Anima e corpo.

## Filmografia parziale

### Regia
Cinema
- Crazylegs (1953)
- Il culto del cobra (Cult of the Cobra) (1955)
- Le 22 spie dell'Unione (The Great Locomotive Chase) (1956)
- Uomini catapulta (Bailout at 43,000) (1957)
- Petrolio rosso (The Oklahoman) (1957)
- L'uomo della legge (Gunsight Ridge) (1957)
- Selvaggio west (Escort West) (1958)
- Tomboy and the Champ (1961)
- I giovani eroi (The Young and the Brave) (1963)
- L'invasione - Marte attacca Terra (Destination Inner Space) (1966)
- Il castello del male (Castle of Evil) (1966)
- La giungla del denaro (The Money Jungle) (1967)
- I distruttori (The Destructors) (1968)
- Executive, la donna che sapeva troppo (The Girl Who Knew Too Much) (1969)

Televisione
- The Star and the Story (1955; 2 episodi)
- Disneyland (1956-1961; 3 ep.)
- Il tenente Ballinger (M Squad) (1959-1960; 7 ep.)
- Laramie (1959-1960; 8 ep.)
- Whispering Smith (1961; 2 ep.)
- Follow the Sun (1961; 3 ep.)
- Tales of Wells Fargo (1962; 2 ep.)
- Perry Mason (1962; 4 ep.)

### Montaggio
- Ipnotismo (Hypnotized), regia di Mack Sennett (1932)
- L'arte e gli amori di Rembrandt (Rembrandt), regia di Alexander Korda (1936)
- L'ultimo treno da Mosca (Knight Without Armour), regia di Jacques Feyder (1937)
- Intermezzo (Intermezzo: A Love Story), regia di Gregory Ratoff (1939)
- Moglie di giorno (Day-Time Wife), regia di Gregory Ratoff (1939)
- Four Sons, regia di Archie Mayo (1940)
- La famiglia Stoddard (Adam Had Four Sons), regia di Gregory Ratoff (1941)
- Uomini nella sua vita (The Men in Her Life), regia di Gregory Ratoff (1941)
- Letti gemelli (Twin Beds), regia di Tim Whelan (1942)
- Anima e corpo (Body and Soul), regia di Robert Rossen (1947)
- Sfida alla legge (Dakota Lil), regia di Lesley Selander (1950)
- La spada di Montecristo (The Sword of Monte Cristo), regia di Maurice Geraghty (1951)
- Ho amato un fuorilegge (He Ran All the Way), regia di John Berry (1951)